# 陶欣然
陶欣然（とう きんぜん、陶欣然、1994年7月5日 - ）は、中国の囲碁棋士。湖南省長沙市出身、中国囲棋協会に所属、九段。新人王戦優勝、中信銀行杯囲棋電視快棋戦準優勝、LG杯世界棋王戦ベスト4など。

## 経歴
6歳で囲碁を学ぶ。2005年、全国少年戦児童組ベスト4。2006年初段。2008年全国少年隊選抜戦優勝、二段。2009年リコー杯新秀戦ベスト4、リコー杯囲棋戦ベスト16、三段。2010年四段。2012年迎新杯戦で優勝、建橋杯新人王戦ベスト4。2013年新人王戦決勝で范蘊若を2-1で破り優勝、五段。2014年中信銀行杯戦で準優勝してテレビ囲碁アジア選手権戦に出場、1回戦で李世乭に敗れる。同年利民杯世界囲碁星鋭最強戦ベスト4。2015年天元戦ベスト16。2016年西南王戦準優勝、六段。2018年名人戦ベスト4、三星火災杯ベスト16、七段、運動健将に選出される。
2019年LG杯ベスト4、八段。2020年度体育運動一級奨章を受章。2021年、勝率規定により九段昇段、衢州・爛柯杯中国囲棋冠軍戦ベスト4。
中国囲碁リーグには2009年から西安チームなどで出場。2012、2014年百霊杯戦出場。中国棋士ランキングでは2015年27位、2018年22位、2020年10位。

### タイトル歴
- 迎新杯プロ囲棋大奨戦 2012年
- 新人王戦 2013年

### 他の棋歴
国際棋戦
- LG杯世界棋王戦  2019年ベスト4
- 三星火災杯世界囲碁マスターズ 2018年ベスト16、2019年ベスト8
- 応昌期杯世界プロ囲碁選手権戦 2020年ベスト8
- 百霊愛透杯世界囲碁オープン戦出場 2012年（○古霊益、×常昊）、2014年（○曾志豪、×睦鎮碩）
- おかげ杯国際新鋭対抗戦 2018年 準優勝

国内棋戦
- 中信銀行杯電視囲棋快棋戦 準優勝 2014年
- 西南王戦 準優勝 2016年
- 中国囲棋甲級リーグ戦
  - 2009年（西安曲江）0-2
  - 2010年（西安曲江）5-4
  - 2011年（西安曲江）12-8
  - 2012年（西安曲江）11-11
  - 2013年（西安曲江）11-10
  - 2014年（西安曲江）8-14
  - 2015年（貴州百霊）13-8
  - 2016年（民生銀行北京）10-10
  - 2017年（民生銀行北京）15-9
  - 2018年（民生銀行北京）15-11
  - 2019年（民生信用卡北京/99囲棋陳西）8-7
  - 2020年（深圳宏発）11-4
  - 2021年（深圳龍華）